# Conus austroviola
Espèce
Statut de conservation UICN

 DD  : Données insuffisantes
Conus austroviola est une espèce de mollusques gastéropodes marins de la famille des Conidae.
Comme toutes les espèces du genre Conus, ces escargots sont prédateurs et venimeux. Ils sont capables de « piquer » les humains et doivent donc être manipulés avec précaution, voire pas du tout.

## Description
La taille de la coquille varie entre 23 mm et 57 mm.

## Distribution
Cette espèce marine est endémique à l'Australie et se trouve au large du Territoire du Nord, du Queensland et de l'Australie-Occidentale.

### Niveau de risque d’extinction de l’espèce
Selon l'analyse de l'UICN réalisée en 2011 pour la définition du niveau de risque d'extinction, cette espèce est endémique à l'Australie et est limitée au Territoire du Nord et au nord du Queensland. Elle a une gamme de profondeur limitée de 0-10 m. Cette espèce n'est pas couramment commercialisée en raison du manque d'accessibilité de son habitat. Il n'y a pas de mesures de conservation connues actuellement en place pour cette espèce. Cependant, son aire de répartition chevauche plusieurs parcs nationaux dans le Territoire du Nord. En raison du manque d'informations disponibles pour cette espèce et du manque de spécimens disponibles, elle est inscrite dans la catégorie Données insuffisantes avec un besoin de plus de recherche concernant sa distribution, sa population et sa taxonomie.

## Taxonomie

### Publication originale
L'espèce Conus austroviola a été décrite pour la première fois en 1992 par les malacologistes Dieter Röckel (d) (1922-2015) et Werner Korn dans la publication intitulée « Acta Conchyliorum »,.

### Synonymes
- Conus (Virgiconus) austroviola Röckel & Korn, 1992 · appellation alternative
- Hermes austroviola (Röckel & Korn, 1992) · non accepté
- Kioconus (Isoconus) austroviola (Röckel & Korn, 1992) · non accepté
- Pseudohermes austroviola (Röckel & Korn, 1992) · non accepté

## Identifiants taxonomiques
Chaque taxon catalogué par les bases de données biologiques et taxonomiques possède un identifiant qui permet d'établir un point de référence. Les identifiants de Conus austroviola dans les principales bases sont les suivants :
AFD : Conus_(Virgiconus)_austroviola - CoL : XWYF - GBIF : 5795675 - iNaturalist : 431852 - IRMNG : 10523864 - TAXREF : 137814 - UICN : 192617 - 